# Флаг Мончегорска
Флаг муниципального округа город Мончего́рск Мурманской области Российской Федерации (до 1 января 2021 года городского округа).

## Описание
«Флаг города Мончегорска представляет собой прямоугольное полотнище с отношением ширины к длине 2:3, разделённое на четыре неравные прямоугольные части: вверху — синее и красное, внизу красное и синее, горизонтальная линия деления отстоит от нижнего края на 1/3 ширины полотнища, а вертикальная линия деления отстоит от древка на 1/4 ширины полотнища; посередине деления стоящий прямо и обернувшийся к древку жёлтый лось, копытами вплотную к горизонтальной линии деления; под ним наклонённый жёлтый литейный ковш с исходящими к древку тремя струями, каждая из которых завершается звездой о пяти лучах».

## Обоснование символики
Флаг Мончегорска разработан на основе герба, который языком символов отражает географические, культурные и экономические особенности города.
Мончегорск возник в 30-е годы XX века как посёлок при медно-никелевом комбинате. История города и комбината неотделимы друг от друга. За 65 лет существования Мончегорска, комбинат стал одним из крупнейших никелевых производств в мире. На флаге роль комбината отражена литейным ковшом с исходящими струями. Красный цвет созвучен труду металлургов, основные технологические процессы которых связаны с тепловыми реакциями, что дополняет содержание флага города, как промышленно развитого региона.
В переводе с саамского «Монча» означает красивый, поэтому Мончегорск — дословно «красивый город». В геральдике красный цвет символизирует красоту.
Синий цвет и четверочастное деление полотнища означают расположение города на берегах озёр Лумболка, Нюдъявр и Монче-Губа, которое соединяется проливом с озером Имандра.
Лось на флаге перекликается с фигурой лося скульптора Б. Воробьёва, установленной на одной из центральных площадей города — Площади Пяти углов, и ставшей символом города. Лось в геральдике — символ силы, выносливости.
Жёлтый цвет (золото) — символ богатства, постоянства, величия, интеллекта, великодушия.
Синий цвет — символ искренности, чести, славы, преданности, истины и добродетели.